# Pjotr Nikitič Tkačov
Pjotr Nikitič Tkačov (rusky Пётр Никитич Ткачёв; 11. července 1844 Velikije Luki – 4. ledna 1886 Paříž) byl ruský literární kritik a publicista. Je považován za nejvýznamnějšího narodnika spikleneckého směru.

## Životopis
Pjotrovou sestrou byla Alexandra Anněnskaja, manželka Nikolaja Anněnského, který byl bratrem známého básníka Innokentije Anněnského. V letech 1862–1871 byl Tkačev za účast v osvobozeneckém hnutí několikrát zatčen a vězněn. V roce 1873 tajně opustil Rusko a za hranicemi velmi intenzívně pracoval v revolučním narodnickém hnutí. V posledních letech aktivně spolupracoval v novinách Blanquiho, kterého považoval za svého politického učitele.

## Názory
Ve svém časopise Nabat (1875–1881) propagoval protistátní myšlenky. Chtěl, aby protistátní skupina revolučně zaměřených inteligentů svrhla v Rusku samoděržaví, zničila moc statkářů a kapitalistů a osvobodila lid. Tkačev, stoupenec spiklenecké taktiky boje proti samoděržaví, kritizoval narodnické propagandisty, zvláště jejich ideologa Pjotra Lavrova, kterého obviňoval z liberalismu.